# Ловать (Калужская область)
Ловать — село в Хвастовичском районе Калужской области Российской Федерации. Административный центр сельского поселения «Село Ловать».

## История

### XVI век
Упоминается в писцовых книгах Свенского монастыря за 1595 год при перечислении владений в Батоговской волости. Село Ловать дворцовое и относится к Козельскому уезду.

Выпись с писцовых книг Т. Г. Вельяминова и А. И. Колтовскаго с товарищами на вотчины "Свинскаго" монастыря в городе Брянске и Брянском уезде от 7 апреля 1595 года
  ... Пашни паханые средние земли 125 четвертей въ полъ, а въ дву потому жъ; съна по дубровъ по Борщовъ 250 к.; лъсу чорног зъ бортными ухожьи  ото Всоротского рубежа по Козельский уъздъ по рубежъ дворцового села Хвостовичъ въ длину на 6 в., а поперегъ до Козелского // же рубежа до Воткины деревни села Ловати на полтреть версты.  

### XVII век
С 1620-х годов Ловать (Ловоть) находилась в составе Дудинской дворцовой волости Козельского уезда. Одно из упоминаний села Ловать относится к Дозорным книгам Козельского уезда за 1638 год. При перечислении населенных мест с польской стороны Кцынской засеки: с. Хвастовичи, с. Ловать, д. Селна, д. Зикеева, Кургацев Вершок, д. Боровая, д. Дольцы, д. Онтипова, д. Меркулово, д. Голикова. .
По переписи 1678 года Ловать — населённый пункт бортного типа, в котором насчитывается 74 двора.

### XVIII век
В 1710 году село, размером в 74 двора, было пожаловано Петром Великим своему учителю Никите Зотову. В 1774 году в Ловати была построена деревянная одноэтажная Георгиевская церковь с колокольнею. С 1777 года село в составе Жиздринского уезда Калужской губернии.

### XIX век
По данным за 1859 год Ловоть (Ловать) — владельческое село при речках Ловоти и Нырке, в котором насчитывалось 149 дворов, имелся завод и проводились три ярмарки в год.
После реформы 1861 года село стало центром Ловатской волости, включавшей 12 населённых пунктов. Была открыта церковно-приходская школа.

### XX век
В 1920 году в составе Жиздринского уезда село было передано в Брянскую губернию. В следующие годы в результате укрупнения волостей Ловать была передана в новообразованную Судимирскую волость, в которой стала центром Ловатского сельсовета. В 1929 году, с введением районного деления, сельсовет вошел в Жиздринский район Брянского округа Западной области. В 1937 году район был передан Орловской области, а в 1944 году — Калужской.

## Достопримечательности
- Церковь во имя Великомученика Георгия Победоносца каменное здание построено в 1891 году разрушено в ВОВ.

## Население
| 1859 | 1896 | 1913 | 2002 | 2010 |
| ---- | ---- | ---- | ---- | ---- |
| 1404 | 1975 | 2600 | 137  | 97   |